# Laos riksvapen
Laos statsvapen visar det buddhistiska templet Pha That Luang. Vapnet innehåller även en damm vilken symboliserar vattenkraftverket vid Nam Ngun, en asfalterad väg och ett bevattnat fält. I nedre delen av vapnet finns ett kugghjul i regnbågens färger. Inskriptionen till vänster läser "Solidaritet och Välstånd" och till höger "Fred, Självständighet och Demokrati".
Efter Sovjetunionens fall så ersattes de dåvarande symbolerna hammaren och skäran och den röda stjärnan med det nuvarande templet Pha That Luang. Hela symbolen har dock fortfarande ett utseende som mer påminner om det symbolspråk som utvecklades i Sovjetunionen än om traditionell heraldik.

## Tidigare statsvapen
Det självständiga Laos har haft två tidigare statsvapen:

1949-1975
1975-1991